# Kaoh Kong (ville)
Ne doit pas être confondu avec la province de Kaoh Kong.
Kaoh Kong est une ville du Cambodge, située dans la province de Kaoh Kong et ayant en 2008 une population de 36 053 habitants.

## Ville et région
La province de Koh Kong et sa capitale ont la réputation d'être une zone contrôlée par des entreprises et groupes mafieux, la région où la corruption et la violence s'expriment le plus dans le pays, dont en raison du trafic de drogues dures, de cigarette et d'alcool frelaté ainsi que de personnes (la prostitution y est courante). C'est aussi une zone de trafic de produits électroniques et de vêtements de marque, qui aurait le port de la province comme plaque tournante pour le pays.
Alors que depuis la fin des années 1990, des rapports et articles se succèdent pour dénoncer  l'exploitation forestière illégale, l'extraction de sable et l'accaparement des terres dans la région de Koh Kong, les protecteurs de l'environnement y sont volontiers emprisonnés pour des motifs futiles (prendre des photos par exemple) et en 2012, un militant écologiste connu au Cambodge (Chhut Vuthy) a été abattu par un agent de sécurité qui avait reçu l'ordre d'une entreprise chinoise de se saisir de l'appareil photo du militant.

Le Sénateur local, en place depuis 2006, Ly Yong Phat, surnommé le Roi de Kaoh Kong, très proche de l'Homme fort du régime, le premier ministre et dictateur Hun Sen, et réputé être l'un des hommes les plus riches du pays a été mise en cause dans plusieurs scandales impliquant des trafics à échelle industrielle et internationale, l'accaparement illégal de terres, de travail d'enfants... 